# Лара Флінн Бойл
Лара Флінн Бойл (англ. Lara Flynn Boyle, нар. 24 березня 1970, Давенпорт, штат Айова, США) — американська акторка. За роль Гелен Ґембл у телесеріалі «Практика» номінована на премію «Еммі» (1999); за роль Серліни в блокбастері «Люди в чорному 2» відзначена номінацією антипремії «Золота малина» (2003) як найгірша акторка другого плану.

## Біографія
Першою появою на екрані стала невелика роль у фільмі «Вихідний день Ферріса Бюллера» (1986), після якої вона стала членкинею Акторської гільдії, хоча сцена з її участю не увійшла в остаточний варіант фільму. Надалі вона брала участь у фільмах «Америка» (1987), «Полтергейст 3» (1988) і «Спілка мертвих поетів» (1989), перш ніж отримати свою першу головну роль, яка зробила її знаменитою — роль подруги вбитої Лори Палмер на ім'я Донна Гейворд у культовому серіалі «Твін Пікс».
По закінченні серіалу у 1991 році його творець, режисер Девід Лінч, випустив повнометражний фільм «Твін Пікс: вогонь, іди зі мною», але Бойл відмовилася брати участь у зніманнях, в основному через збільшення своєї популярності та великої кількості нових пропозицій. У цьому фільмі роль Донни грає Мойра Келлі.
На початку 1990-х знімалася у фільмах різного ступеня успішності.
Нарешті, у 1997 році пройшла прослуховування на головну роль у серіалі «Еллі Макбіл». І хоча головну роль отримала Каліста Флокхарт, Бойл настільки вразила творця серіалів Девіда Келлі, що він спеціально для неї створив роль помічниці окружного прокурора Гелен Гембел в іншому серіалі його виробництва — «Практика» (1997). Бойл брала участь у цьому серіалі аж до 2003 року, коли при невдалій спробі реорганізувати бюджет фільмування, її, як і більшість акторів основного складу, звільнили. За роль Гелен вона отримала номінацію на здобуття премії «Еммі».
У 2002 році Бойл грає одну з головних ролей у блокбастері «Люди в чорному 2». У 2005 році приєднується до телесеріалу «Лас-Вегас» у ролі Моніки, нової господині готелю.

## Фільмографія
Станом на  25.03.2023

| Рік       |    | Українська назва            | Оригінальна назва                       | Роль                                     |
| --------- | -- | --------------------------- | --------------------------------------- | ---------------------------------------- |
| 2020      | ф  | Смерть у Техасі             | Death in Texas                          | Грейс                                    |
| 2015      | ф  |                             | Lucky Dog                               | міс Донлі                                |
| 2013      | ф  |                             | Hansel & Gretel Get Baked               | відьма Агнес                             |
| 2011      | ф  |                             | Cougar Hunting                          | Кеті                                     |
| 2009      | ф  |                             | Life Is Hot in Cracktown                | Бетті Макбейн                            |
| 2009      | ф  | Дитина на борту             | Baby on Board                           | Мері Редкліф                             |
| 2008      | с  | Закон і порядок             | Law & Order                             | Дон Таллі (1 епізод)                     |
| 2007      | ф  | Війна Чарлі Вілсона         | Charlie Wilson's War                    | радниця Чарлі                            |
| 2007      | ф  | Є мрії — будуть і подорожі! | Have Dreams, Will Travel                | мати Бена                                |
| 2007      | с  |                             | Insatiable                              |                                          |
| 2006      | тф |                             | Shades of Black: The Conrad Black Story | Барбара Амьєль                           |
| 2006      | тф |                             | The House Next Door                     | Кол Кеннеді                              |
| 2006      | кф |                             | Fwiends.com                             | дівчина-яппі                             |
| 2006      | ф  |                             | Land of the Blind                       | Перша леді                               |
| 2005—2006 | с  | Лас-Вегас                   | Las Vegas                               | Моніка Манкузо (8 епізодів)              |
| 2005      | кф |                             | Crazy                                   | Софі                                     |
| 2004—2005 | с  |                             | Huff                                    | Мелоді Коатар (5 епізодів)               |
| 1997—2003 | с  | Практика                    | The Practice                            | Гелен Ґембл (132 епізоди)                |
| 2002      | ф  | Люди в чорному 2            | Men in Black II                         | Серліна                                  |
| 1998—2002 | с  | Еллі Макбіл                 | Ally McBeal                             | Гелен Ґембл (1 еп.) / Таллі Капп (1 еп.) |
| 2001      | ф  | Поговорімо про секс         | Speaking of Sex                         | доктор Емілі Пейдж                       |
| 2000      | ф  |                             | Chain of Fools                          | Карен                                    |
| 1998      | ф  | Підступний план Сьюзен      | Susan's Plan                            | Бетті Джонсон                            |
| 1998      | ф  | Щастя                       | Happiness                               | Гелен Джордан                            |
| 1998      | тф |                             | Since You've Been Gone                  | Грейс Вільямс                            |
| 1997      | ф  |                             | Afterglow                               | Маріанна Байрон                          |
| 1997      | ф  |                             | Red Meat                                | Рут                                      |
| 1997      | ф  |                             | Farmer & Chase                          | Гілларі                                  |
| 1996      | ф  |                             | The Big Squeeze                         | Таня Малгілл                             |
| 1995      | с  |                             | Legend                                  | Тереза Данліві (1 епізод)                |
| 1995      | ф  |                             | Cafe Society                            | Пет Ворд                                 |
| 1994      | тф | Яків                        | Jacob                                   | Рахіль                                   |
| 1994      | ф  | Дорога на Веллвіл           | The Road to Wellville                   | Іда Мунц                                 |
| 1994      | ф  | Немовля на прогулянці       | Baby's Day Out                          | Ларейн Котвелл                           |
| 1994      | тф | Минуле                      | Past Tense                              | Торі Басс / Сабріна Джеймс               |
| 1994      | ф  | Кохання втрьох              | Threesome                               | Алекс                                    |
| 1993      | ф  | Бар при дорозі              | Red Rock West                           | Сьюзанна Браун                           |
| 1993      | ф  | Тимчасова секретарка        | The Temp                                | Кріс Болін                               |
| 1992      | ф  | Рівнодення                  | Equinox                                 | Беверлі Френкс                           |
| 1992      | ф  | Світ Вейна                  | Wayne's World                           | Стейсі                                   |
| 1991      | ф  | Пливи за течією             | Where the Day Takes You                 | Гезер                                    |
| 1991      | ф  | Око бурі                    | Eye of the Storm                        | Сандра Гладстоун                         |
| 1991      | с  |                             | The Hidden Room                         | Ніколь (1 епізод)                        |
| 1991      | ф  | Гангстери                   | Mobsters                                | Мара Мотс                                |
| 1990—1991 | с  | Твін Пікс                   | Twin Peaks                              | Донна Гейворд (30 епізодів)              |
| 1991      | ф  |                             | The Dark Backward                       | Розаріта                                 |
| 1990      | ф  | Новачок                     | The Rookie                              | Сара                                     |
| 1990      | с  |                             | Calvin Klein: Obsession                 | жінка (1 епізод)                         |
| 1990      | тф | Майське вино                | Les belles Américaines / May Wine       | Кеммі                                    |
| 1989      | тф | Убивство випускниці         | The Preppie Murder                      | Дженніфер Лівін                          |
| 1989      | ф  | Спілка мертвих поетів       | Dead Poets Society                      | Джіні Денберрі                           |
| 1989      | ф  | Як я потрапив у коледж      | How I Got Into College                  | Джессіка Кайло                           |
| 1989      | тф |                             | Terror on Highway 91                    | Лаура Таггарт                            |
| 1988      | ф  | Полтергейст 3               | Poltergeist III                         | Донна Гарднер                            |
| 1987      | с  |                             | Jack and Mike                           | Леслі (1 епізод)                         |
| 1987      | с  |                             | Sable                                   | Мелані Вотерстон (1 епізод)              |
| 1987      | с  | Америка                     | Amerika                                 | Джекі Бредфорд (5 епізодів)              |